# 濱田站
濱田站（日语：／ Hamada eki */?）是位於島根縣濱田市淺井町，西日本旅客鐵道（JR西日本）的山陰本線車站。事務管號碼為▲640764。

## 概要
車站為島根縣港灣都市濱田市的代表車站與中心車站。所有列車均停站。車站為直營車站。在車站北邊設有濱田鐵道部，管理山陰本線波根站至益田站之間各站。部分普通列車在此站系統分離（駛越此站的普通列車會變更列車編號）。前往益田的快速海洋快車在此站以西區間各站停車。另外，曾經部分出雲列車以此為起終點站。
此站前設有前往廣島的高速巴士站，成為了山陽地方與島根縣西部的玄關口。因此，此站為山陰本線在縣西邊的主要車站。在車站內設有售賣廣島站的新幹線企劃車票。
根據鐵道敷設法，曾計劃興建來往廣島站至此站之間的鐵路，部分路段已經建成（可部線），而其餘部分（今福線）因國鐵再建法法把工程暫停。

## 歷史
- 1921年（大正10年）9月1日 - 國有鐵道山陰本線都野津站至此站開業，此站啟用。為客運和貨運車站。當時設有木造車站大樓。
  - 當時車站地址為島根縣那賀郡石見村淺井。
- 1922年（大正11年）
  - 2月11日 - 隨著石見村（第二次）成立，車站地址為島根縣那賀郡石見村淺井。
  - 3月10日 - 山陰本線此站至周布站開業。
- 1940年（昭和15年）11月3日 - 隨著濱田市（第一次）成立，車站地址為島根縣濱田市淺井町。
- 1983年（昭和58年）12月31日 - 終止貨物起卸業務。
- 1987年（昭和62年）4月1日 - 伴隨國鐵分割民營化，車站由西日本旅客鐵道（JR西日本）營運。
- 2005年（平成17年）10月1日 - 隨著濱田市（第二次）成立，車站地址為現時位置。
- 2008年（平成20年）6月26日 - 隨著車站大樓重建，臨時車站大樓開始使用。在年尾，鋼筋混凝土製造的第二代車站大樓折毀完成。
- 2009年（平成21年）
  - 6月6日 - 臨時車站大樓關閉。第三代新車站大樓開始使用。
  - 11月1日 - 濱田醫療中心開幕，工程完成。第1層為市民沙龍開始使用。

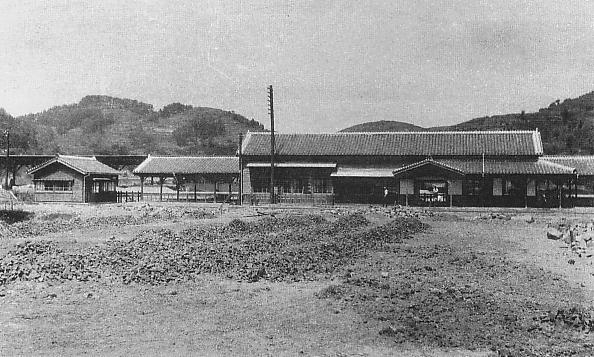
第一代車站大樓。
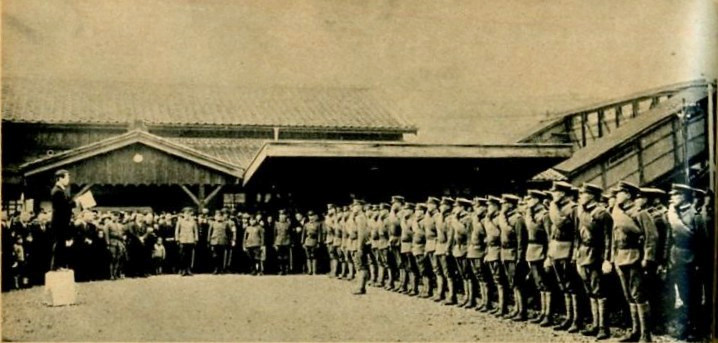
在九一八事變出征的乃木部隊部分士兵回國，圖中為在濱田站前迎接的情況（1937年3月）。

## 車站構造

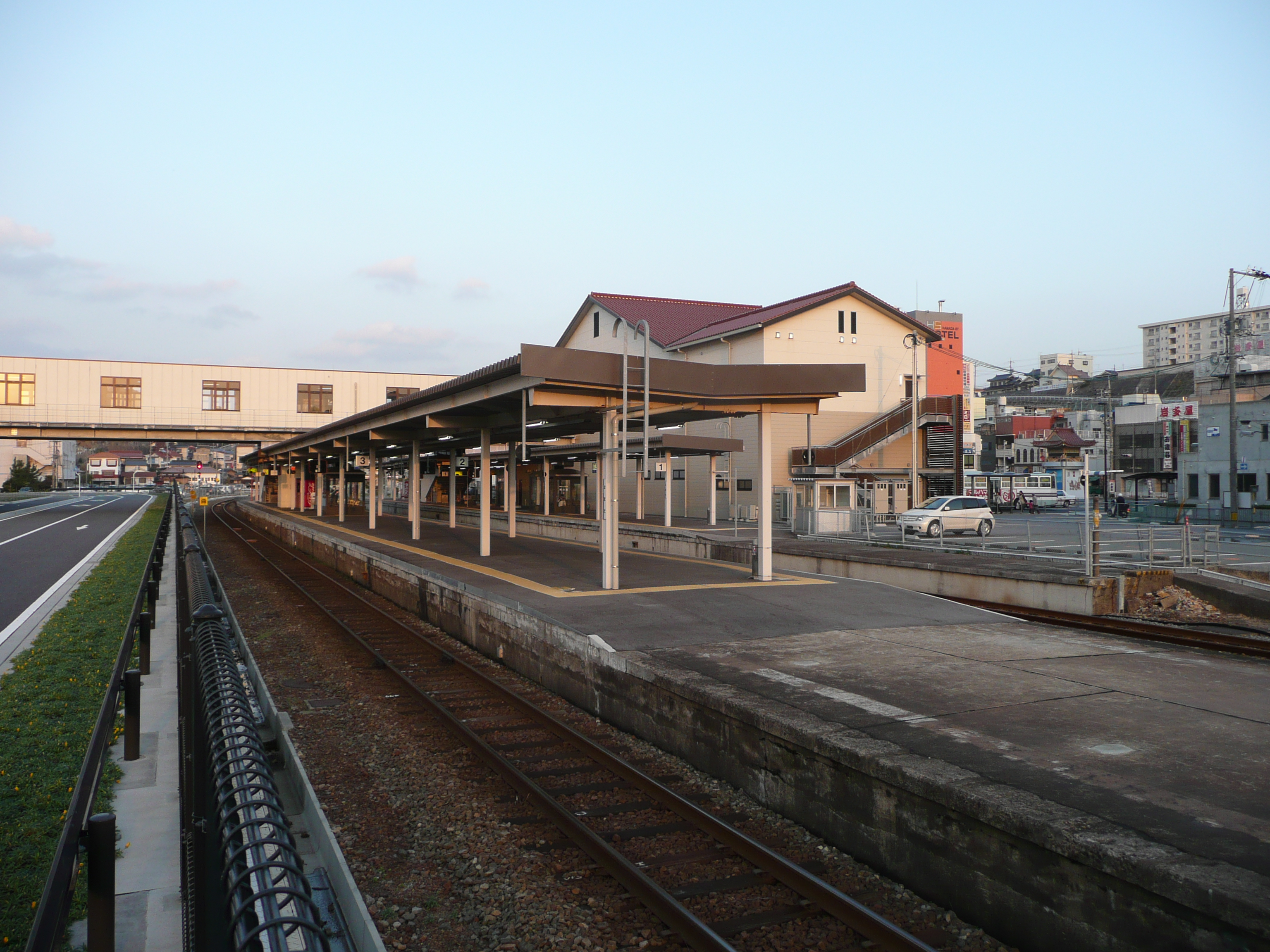
月台

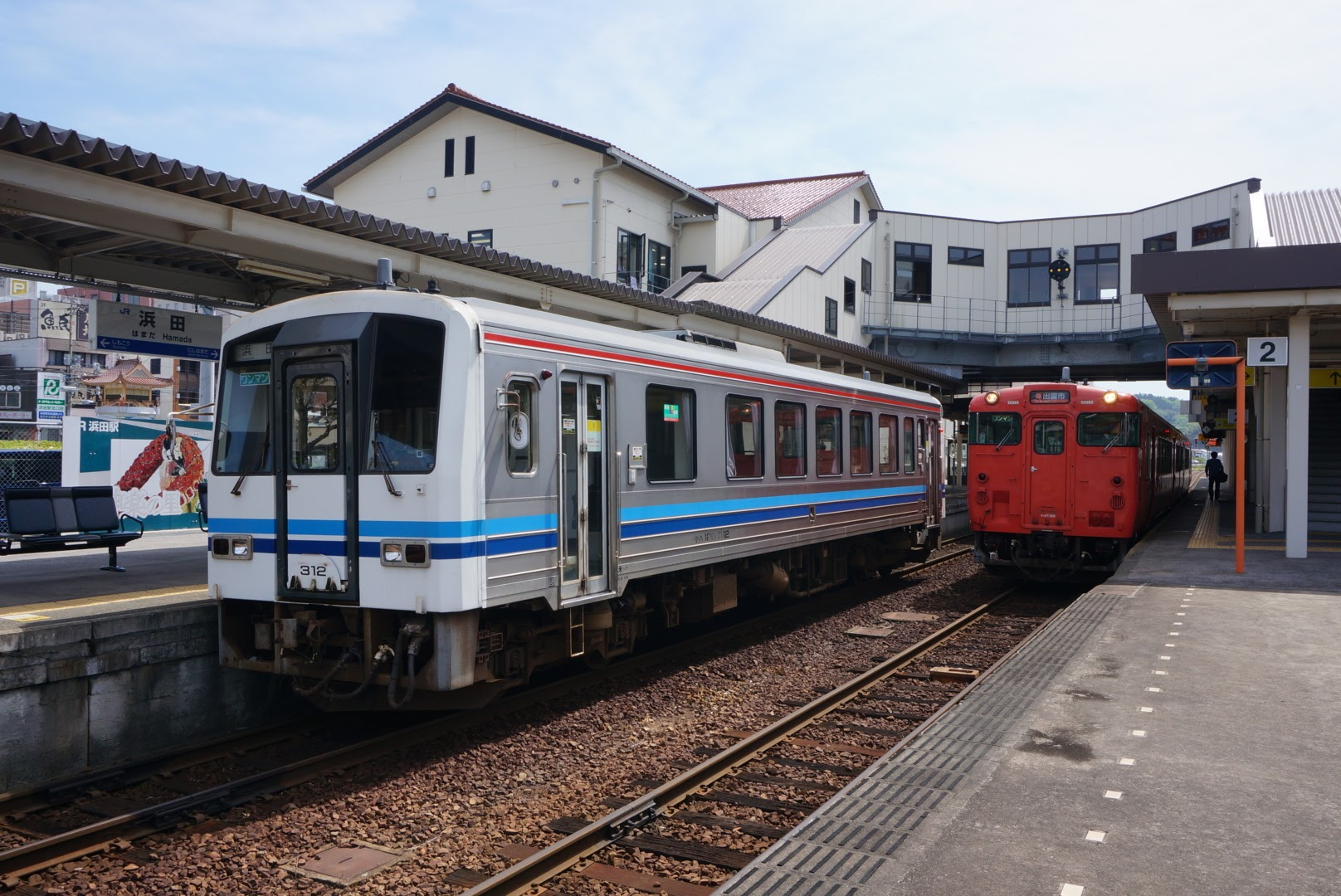
停站中的普通列車（2016年5月）

車站是一座設有跨站式站房的地面車站，設有2面3線的單式、島式月台。
在2009年（平成21年）11月，濱田醫療中心遷移至前貨物月台遺址，並開設通道連接車站大樓。

### 月台
| 月台 | 路線     | 上下行 | 方向             | 備註               |
| ---- | -------- | ------ | ---------------- | ------------------ |
| 1    | 山陰本線 | 下行   | 益田、新山口方向 |                    |
| 2    | 山陰本線 | 上行   | 出雲市、松江方向 | 部分普通、快速列車 |
| 2    | 山陰本線 | 下行   | 益田方向         | 部分普通列車       |
| 3    | 山陰本線 | 上行   | 出雲市、松江方向 |                    |

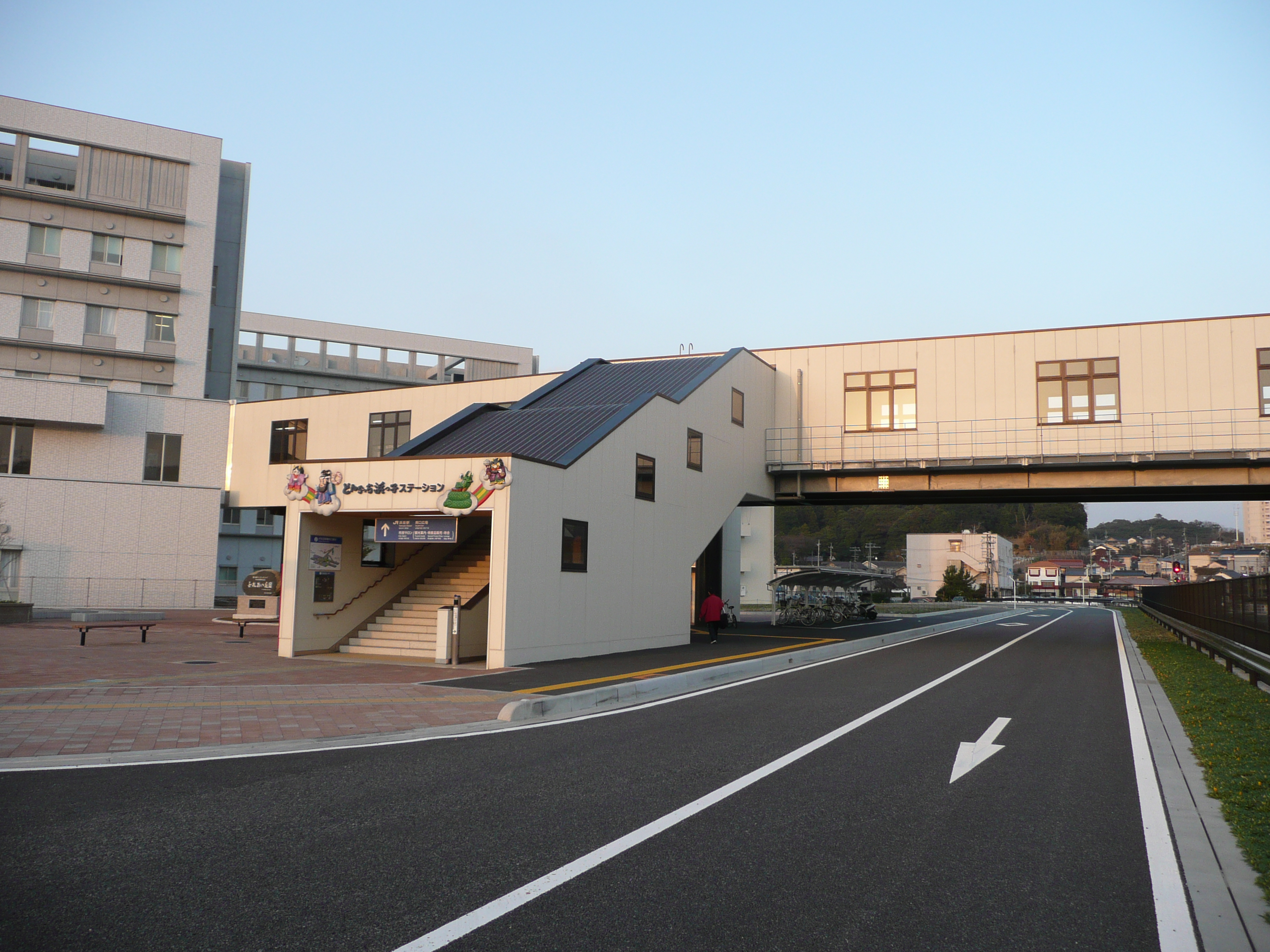
北出口
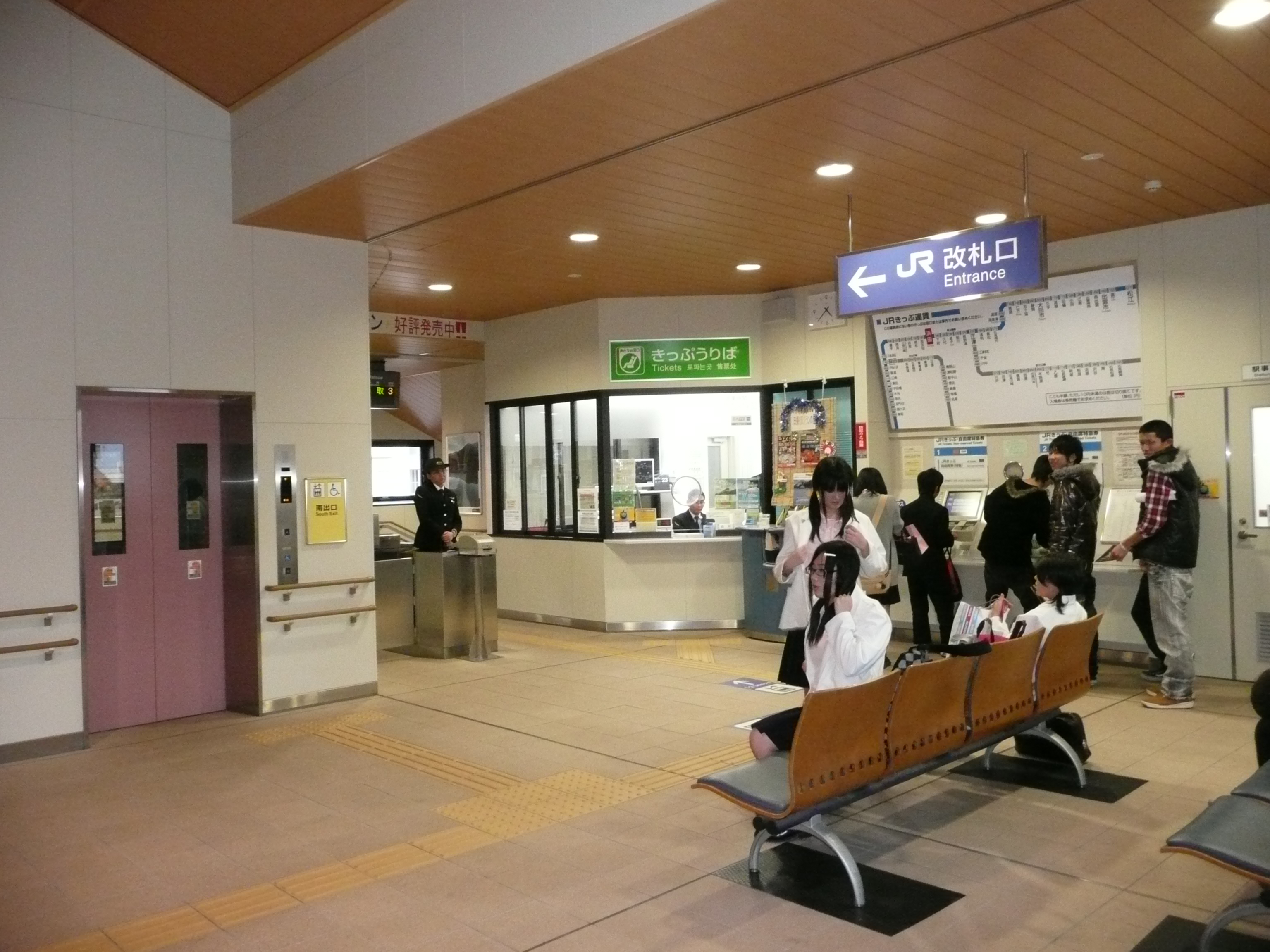
閘口
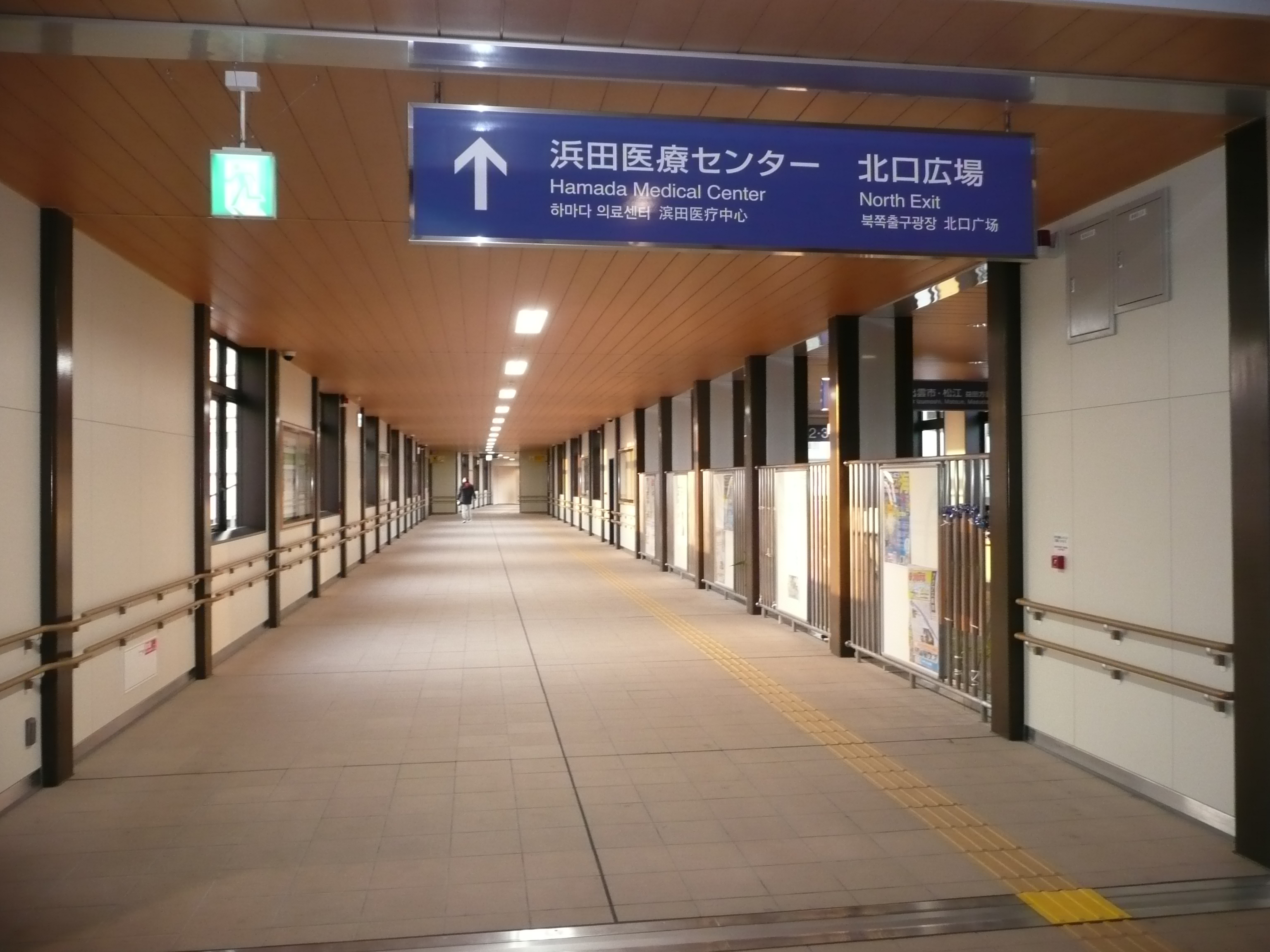
公眾通道

### 車站設施
- 綠色窗口
  - 位於車站大樓第2層。
- 7-11
  - 前往廣島的高速巴士車票（單程，雙程與回數票）販賣處。
- 市民沙龍
  - 特產販賣處，市政服務。
- 藥房
- 高速巴士乘車票售票櫃臺（已關閉）

## 使用狀況
以下為近年1日平均乘車人次列表：
| 乘車人次變化 | 乘車人次變化    |
| 年度         | 1日平均乘車人次 |
| ------------ | --------------- |
| 1984         | 1,889           |
| 1994         | 1,489           |
| 1999         | 1,231           |
| 2000         | 1,238           |
| 2001         | 1,182           |
| 2002         | 1,093           |
| 2003         | 1,069           |
| 2004         | 1,076           |
| 2005         | 1,034           |
| 2006         | 979             |
| 2007         | 960             |
| 2008         | 954             |
| 2009         | 946             |
| 2010         | 901             |
| 2011         | 874             |
| 2012         | 843             |
| 2013         | 827             |
| 2014         | 771             |
| 2015         | 788             |
| 2016         | 761             |
| 2017         | 765             |

## 車站周邊

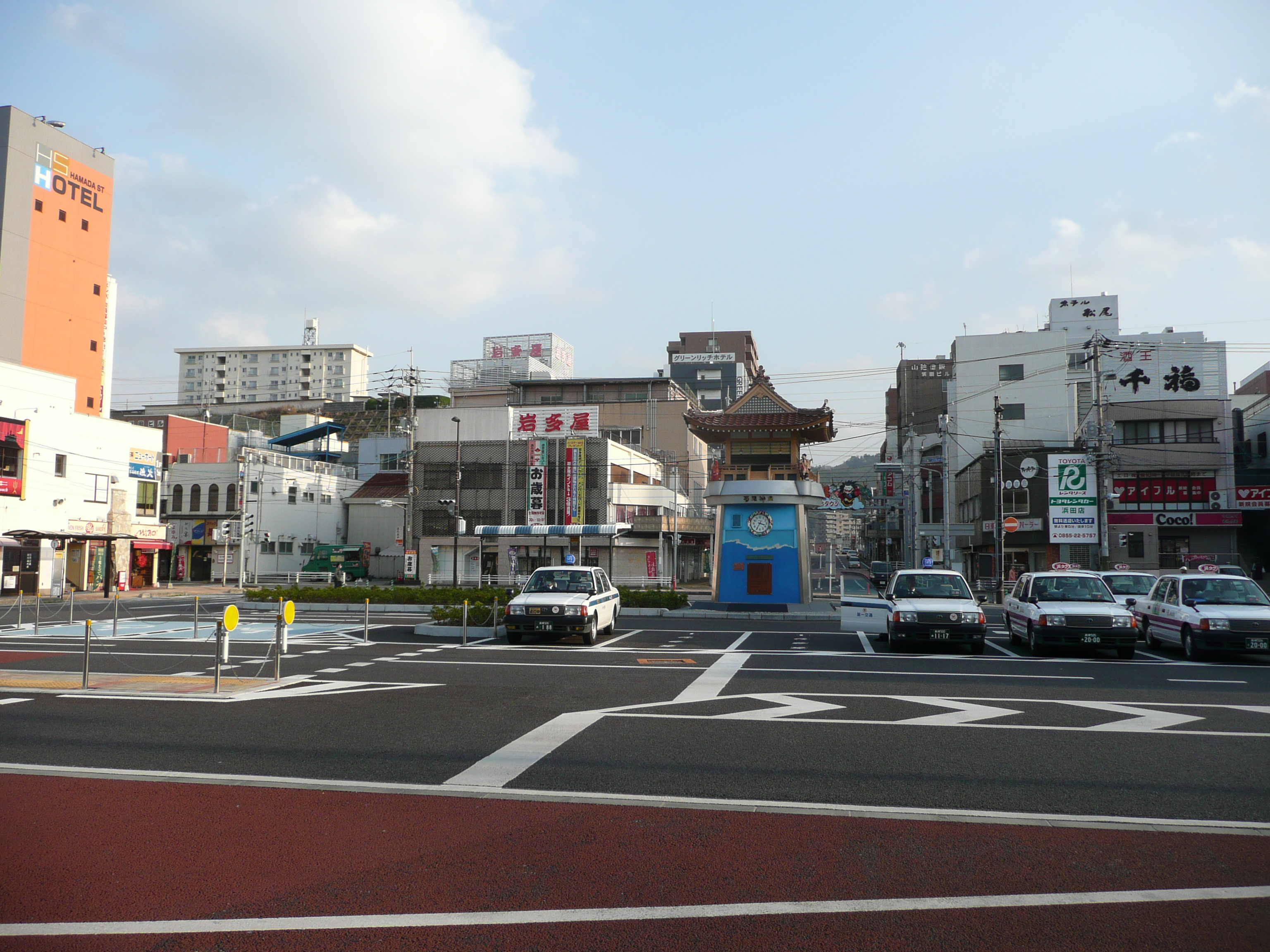
濱田站前（南出口）

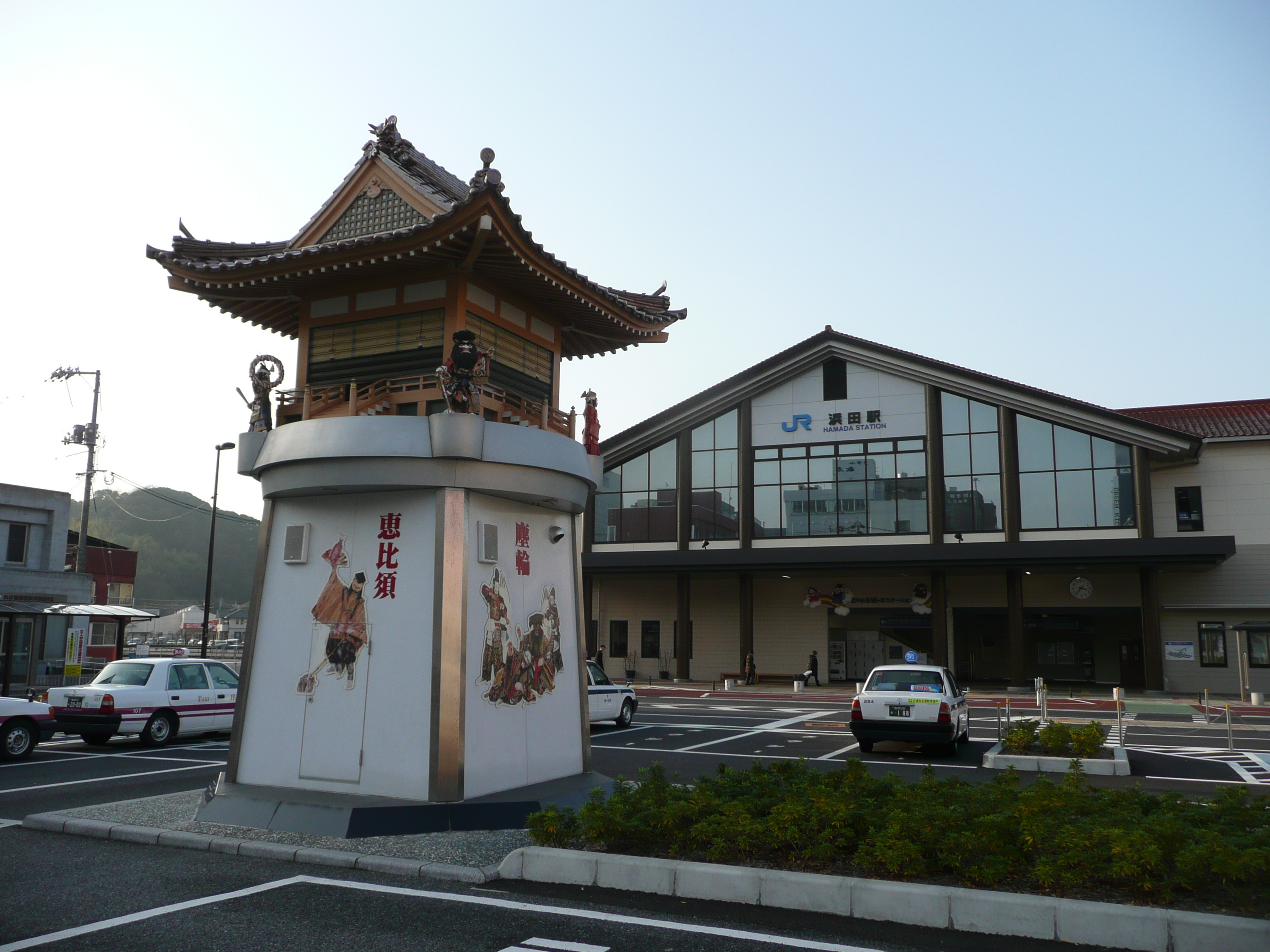
站前廣場的神樂時鐘

### 南出口
- 濱田站前郵局
- 中國JR巴士濱田營業所
- 石見交通濱田站前訊問處
- 石央文化會館
- 島根縣立石見武道館
- 島根縣立體育館
- 濱田市運動場
- 浜田市棒球場（日语：浜田市野球場）
- 島根縣立濱田高等學校
- 濱田市立第一中學
- 濱田市立石見小學
- 山陰合同銀行濱田東分店
- 島根縣道208號濱田停車場線（日语：島根県道208号浜田停車場線）
- 島根縣道·廣島縣道5號濱田八重可部線（日语：島根県道・広島県道5号浜田八重可部線）

### 北出口

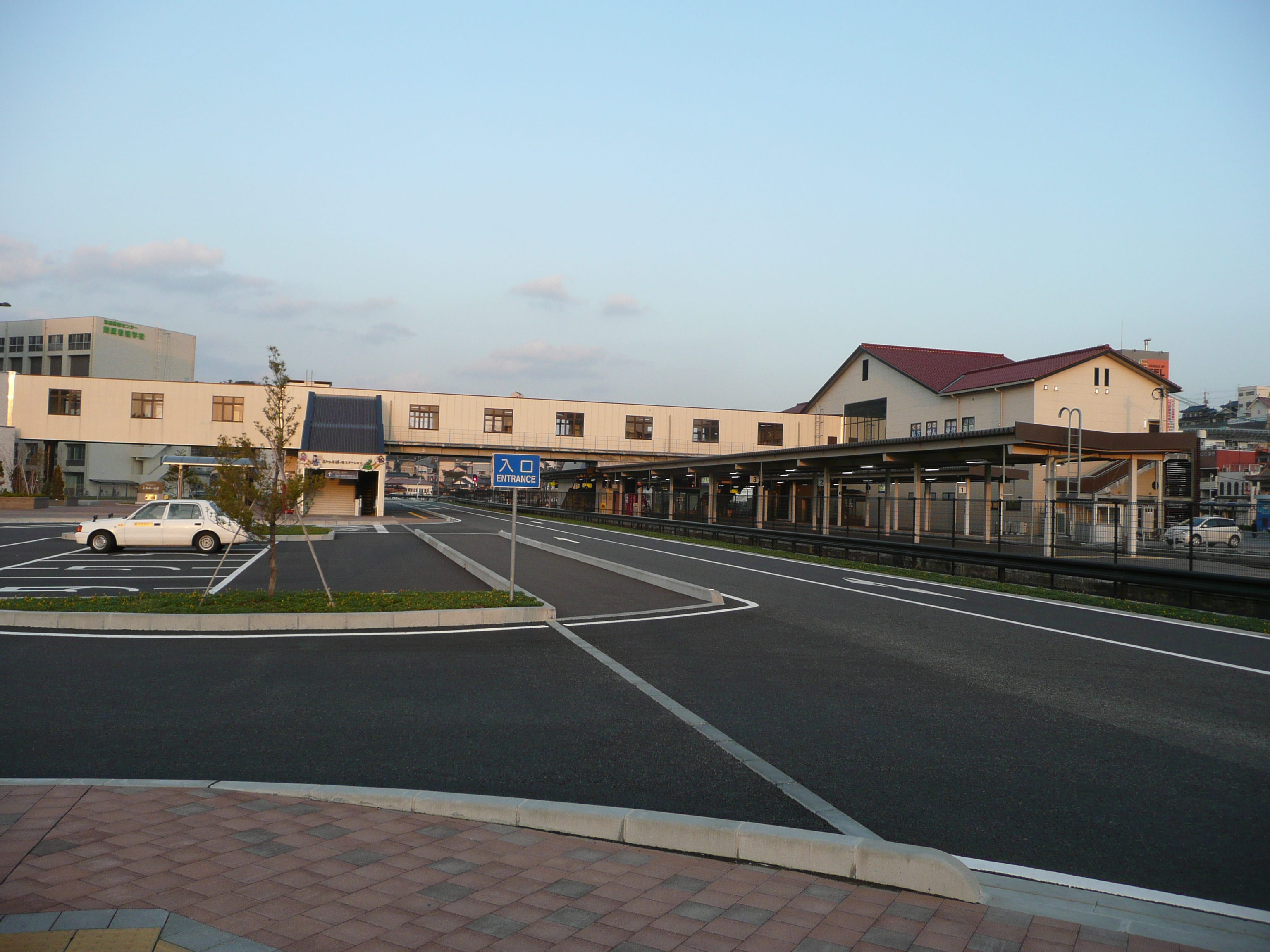
濱田站前（北出口）

- 國立醫院機構濱田醫療中心（日语：国立病院機構浜田医療センター）
- 濱田站裏簡易郵局 - 日本唯一使用「站裏」的郵局。
- 出雲大社石見分祠（日语：出雲大社石見分祠）
- 淺井神社
- 日本聖公會濱田基督教會
- 濱田市立松原小學
- 濱田城遺址（龜山）
- 國道9號
- EDION（日语：エディオン）濱田店

## 巴士路線

### 一般路線
- 石見交通
  - 市內循環線
  - 周布線（前往周布）
  - 濱田益田線（前往益田方向）
  - 櫟田原線（櫟田原方面行）
  - 彌榮線（彌榮（日语：弥栄村 (島根県)）方向）
  - 長澤、瀨戶島線（長澤、瀨戶島方向）
  - 大學線（縣立大學方向）
  - 周布江津線（周布、江津方向）
  - 有福線（周布、有福温泉（日语：有福温泉）、江津方向）
  - 今市線（旭町（日语：旭町 (島根県)）、今市方向）
  - 波佐線（周布、金城（日语：金城町）、波佐方面行）
- 詳細巴士站與時間等資訊請參閱石見交通的官方網站（页面存档备份，存于）。

### 高速巴士路線
- 津和野特快（日语：津和野エクスプレス）（夜行：石見交通、阪神巴士（日语：阪神バス）） - 前往大阪
- 濱田道特快大阪號（日语：浜田道エクスプレス大阪号）（日間：中國JR巴士） - 前往大阪
- 漁火（日语：いさりび号）（日間：石見交通、中國JR巴士、廣島電鐵（日语：広電バス）） - 前往廣島

## 相鄰車站
西日本旅客鐵道
山陰本線
- 特急「超級松風」「超級隱岐」停車站。
- 快速水快車停車站。

下府－濱田－西濱田

## 注腳
1. ↑  日本國有鐵道旅客局(1984)『鉄道・航路旅客運賃・料金算出表 昭和59年４月20日現行』。
2. ↑  島根縣統計書

## 外部連結
- 濱田｜車站資訊：JR出門網 - 西日本旅客鐵道